# Colletes durbanensis
Colletes durbanensis är en biart som beskrevs av Cockerell 1919. Colletes durbanensis ingår i släktet sidenbin, och familjen korttungebin. Inga underarter finns listade i Catalogue of Life.